# Eois pallicinctaria
Eois pallicinctaria är en fjärilsart som beskrevs av Walker 1863. Eois pallicinctaria ingår i släktet Eois och familjen mätare. Inga underarter finns listade i Catalogue of Life.